# Tag und Nacht denk’ ich an Dich
Tag und Nacht denk’ ich an Dich (Originaltitel: Night and Day) ist eine US-amerikanische Filmbiografie aus dem Jahr 1946 über das Leben von Komponist Cole Porter (1891–1964) mit Cary Grant in der Hauptrolle.

## Handlung
Schon in jungen Jahren fühlt sich Cole Porter zur Musik und zum Theater hingezogen. Professor Monty Woolley, dessen Theaterkurs er besucht, unterstützt ihn in seinem Entschluss, das begonnene Jura-Studium an der Yale University abzubrechen. Als Cole sein erstes Musical schreibt, verschafft ihm Monty eine Chance zur Aufführung. Doch das Stück fällt bei der Premiere durch.
Enttäuscht über diesen Misserfolg zieht Cole 1914 als Freiwilliger der französischen Armee in den Ersten Weltkrieg und wird verletzt. In einem Lazarett trifft er seine Freundin Linda Lee wieder, die dort als Krankenschwester arbeitet. Um Cole wieder schnell auf die Beine zu bringen, besorgt sie ein Klavier, an dem Cole daraufhin einen seiner größten Hits schreibt: Night and Day. Linda schlägt ihm schließlich vor, mit ihr in ihrer Villa an der Riviera zu leben. Doch obwohl sich Cole inzwischen in Linda verliebt hat, will er sich nicht von ihr aushalten lassen, sondern in Amerika sein eigenes Geld verdienen.
In New York nimmt er zunächst einen Job als Klavierspieler in einem Musikgeschäft an. Zusammen mit Monty, der inzwischen als Schauspieler arbeitet, produziert er schon bald darauf eine neue Show unter dem Titel The New Yorkers. Das Musical wird ein großer Erfolg, ebenso wie Coles nächstes Projekt. Er erhält schließlich ein Angebot, ein Musical in England zu schreiben, wo er Linda wiedertrifft, die er immer noch liebt. Nachdem sie geheiratet haben, kehren sie unverzüglich nach New York zurück, damit Cole seine nächste Show produzieren kann. Cole verspricht Linda, dass er die Flitterwochen mit ihr so bald wie möglich nachholen wird. Doch immer wenn er die Arbeit an einem Musical beendet hat, beginnt er bereits ein neues. Linda hat schließlich genug und reist allein nach Europa.
Als Cole erfährt, dass sein Großvater Omar im Sterben liegt, fliegt er umgehend ins heimatliche Indiana. Für eine Weile bleibt Cole in Indiana, wo er sich bei einem Sturm erneut schwer verletzt, als er von seinem Pferd abgeworfen wird. Die Verletzung reizt seine alten Kriegswunden so sehr, dass er nicht mehr laufen kann. Ehe er sich einer Reihe von Operationen unterzieht, bittet er Monty, gegenüber Linda nichts von seinem Zustand zu erzählen. Als Cole eines Tages einen an ihn gerichteten Tribut an der Yale University besucht, sorgt Monty dafür, dass Linda ebenfalls erscheint, woraufhin sich das Paar versöhnt.

## Hintergrund
Cole Porter wählte Cary Grant persönlich für die Hauptrolle aus. Mit einer tatsächlichen Biografie darf der Film jedoch nicht verwechselt werden – Cole Porter zu dessen Authentizität: „Es sollte ein guter [Film] werden, weswegen nichts in ihm stimmt.“
Die Premiere erfolgte am 2. Juli 1946 in New York. Die Kritiken waren zwar schlecht, aber das Publikum machte Tag und Nacht denk’ ich an Dich zu einem von Grants größten kommerziellen Erfolgen. Die Erstaufführung in Westdeutschland fand am 13. Dezember 1949 mit einer um 21 Minuten gekürzten Version statt.

## Musiknummern von Cole Porter
- I’m in Love Again – vorgetragen von Jane Wyman
- Bulldog – männlicher Chor und Cary Grant
- In the Still of the Night – Dorothy Malone
- Old Fashioned Garden – Cary Grant und Selena Royle
- You’ve Got That Thing – Pat Clark, Paula Drew und Jane Harker
- Let’s Do It (Let’s Fall in Love) – Jane Wyman
- You Do Something To Me – Jane Wyman und Chor
- I’m Unlucky at Gambling – Eve Arden
- Miss Otis Regrets – Monty Woolley
- What Is This Thing Called Love? – Ginny Simms
- I’ve Got You Under My Skin – Ginny Simms
- Rosalie – ein Quartett von Sängern
- Night and Day – gesungen von Bill Days
- Just One of Those Things – Ginny Simms
- Anything Goes – Orchester
- You’re the Top – Ginny Simms und Cary Grant
- I Get a Kick Out of You – Ginny Simms und Chor
- My Heart Belongs to Daddy – Mary Martin mit Chor
- Do I Love You? – Chor
- Don’t Fence Me In – Roy Rogers
- Begin the Beguine – Carlos Ramirez und Chor

## Kritiken
„Solide inszenierte und prachtvoll ausgestattete, mitunter aber recht langatmige Unterhaltung, die mit der tatsächlichen Biografie Porters kaum etwas gemein hat“, urteilte das Lexikon des internationalen Films. Das Fazit von Cinema lautete: „Nur für die Ohren ein echter Genuss.“

## Auszeichnungen
Bei der Oscarverleihung 1947 war der Film in der Kategorie Beste Filmmusik nominiert, konnte sich jedoch nicht gegen das Filmmusical Der Jazzsänger durchsetzen.

## Synchronisation
Es existieren zwei deutsche Synchronfassungen. Die erste entstand bei der Motion Picture Export Association in München. Erika Streithorst schrieb das Dialogbuch und Josef Wolf führte die Synchronregie.
| Rolle            | Darsteller       | Synchronsprecher 1949 | Synchronsprecher 1978 |
| ---------------- | ---------------- | --------------------- | --------------------- |
| Cole Porter      | Cary Grant       | Paul Klinger          | Randolf Kronberg      |
| Linda Lee Porter | Alexis Smith     | Carola Höhn           |                       |
| Leon Dowling     | Alan Hale        |                       | Horst Niendorf        |
| Nancy            | Dorothy Malone   |                       | Marianne Lutz         |
| Omar Cole        | Henry Stephenson |                       | Wolfgang Lukschy      |
| Bart McClelland  | Paul Cavanagh    |                       | Eric Vaessen          |